# Lalla Masuda
Lalla Masuda, död 1591, var hustru till sultan Mohammed I Saadi (regent 1554–1557) och mor till sultan Ahmad al-Mansur (regent 1578-1603). 
Hon var dotter till en shejk och en av sultanens lagliga muslimska hustrur, och inte en slavkonkubin.
Som var normalt i den muslimska världen, var det under hennes sons regeringstid hon fick betydelse. Hon är känd för de många projekt inom välgörenhet och byggnadsverk hon gav order om som änka. Hon gav också sin son politiska råd, och ska ha rått honom att alliera sig med det Osmanska riket. 
Hon betraktas som ett muslimskt helgon eller Wali.